# Amastigos caperatus
Amastigos caperatus är en ringmaskart. Amastigos caperatus ingår i släktet Amastigos och familjen Capitellidae. Inga underarter finns listade i Catalogue of Life.